# Campos AA
Campos AA is een Braziliaanse voetbalclub uit Campos dos Goytacazes in de staat Rio de Janeiro. 

## Geschiedenis
De club werd opgericht in 1912 als Campos Athletic Association. De club won vijf keer de stadstitel, maar speelde altijd in de schaduw van succesvollere stadsrivalen Americano en Goytacaz. Na de ontbinding van het Campeonato Fluminense verdween de club in de anonimiteit. In 1988 en 1989 speelden ze nog in de derde klasse van het Campeonato Carioca, maar hierna werden ze terug een amateurclub.
In 2015 werd opnieuw het profstatuut aangenomen en ging de club in de Série C van het Campeonato Carioca spelen. De club ging een partnerschap aan met Carapebus. De club kon meteen promoveren en werd in 2016 vicekampioen waardoor ze zo in 2017 voor het eerst in de hoogste klasse van het Campeonato Carioca spelen, en dat terwijl de stadsrivalen daar al jaren niet meer in spelen. Door een competitiewijziging moesten de twee promovendi uit de tweede klasse eerst een voorronde spelen met de vier laagst geklasseerden van het voorgaande seizoen. Enkel de top twee kwalificeerde zich voor de hoofdcompetitie. Campos eindigde op een vierde plaats en moest met de vier overgebleven clubs een degradatie-play off spelen, waar de club derde werd. De club werd onafhankelijk van Carapebus en begon opnieuw in de Série B2, waar de club meteen promotie kon afdwingen. In 2020 eindigde de club op een degradatieplaats en door een competitiehervorming degradeerde de club zelfs twee divisies.

## Erelijst
Campeonato da Cidade de Campos
1918, 1924, 1932, 1956, 1976